# 405e régiment d'artillerie anti-aérienne
Le 405e régiment d'artillerie est une unité militaire de l'Armée de terre. De 1924 à 1984, il s'agit d'une régiment chargé de la défense antiaérienne.

## Création et différentes dénominations
- 1919 : création
- 1984 : dissous

## Historique

### Avant 1939
L'engagement d'aéronefs sur le champ de bataille de la Première Guerre mondiale entraine la création d'une artillerie de défense contre avions.
En mai 1919 est créé le 5e groupement de défense contre aéronefs, qui réunit des unités des 63°, 66° et 67° Régiments d’Artillerie Antiaérienne. Organe de commandement, non administratif, il appartient à l’Arme de l’Aéronautique et stationne à Sathonay (Rhône) et Avignon (Vaucluse).
Le 1er janvier 1920, il devient le 5e régiment de défense contre aéronefs (RDCA).
En 1922, la décision est prise de faire retour à l’Artillerie de toutes les formations de DCA, le transfert s’effectuant entre avril 1923 et janvier 1924. Les cinq régiments d’artillerie de défense contre avion (RADCA) sont re-numérotés de 401 à 405.
C'est ainsi que le 1er janvier 1924, le 5e RDCA donne finalement naissance au 405e régiment d'artillerie de défense contre aéronefs (RADCA) à Sathonay-Camp. L’étendard attribué au régiment porte dans ses plis l’inscription : « Grande Guerre 1914-1918 ».
De juin 1937 à 1939, une batterie du 6e groupe du régiment est envoyée à Cerbère, pour surveiller la frontière espagnole.

### Seconde Guerre mondiale

#### 1939-1940
À la mobilisation, le 405e RADCA donne naissance à de très nombreux Groupes et batteries de DCA, qui se déploient un peu partout.
De la mobilisation à juin 1940, le 405e RADCA a encadré 141 batteries de canons, ainsi que 11 batteries de projecteurs, soit 152 batteries dédiées à la défense antiaérienne.
La majorité est affectée à la DAT (Défense Antiaérienne du Territoire), le restant étant affecté aux armées sur le front.
Le 10 mai 1940, lorsque les troupes allemandes envahissent la Belgique et la Hollande, la France déclenche l’opération Dyle-Bréda : son 1er Groupe d’armée avance en Belgique.
- Au sein de sa IXe Armée, Groupement d’Arras, figure le 3e Groupe du 405e RADCA avec ses autocanons de 75 mm et la 1016e batterie avec ses canons de 25mm tractés par des véhicules semi-chenillés Citroën.
- Le 4e groupe du 405e RADCA (également équipé d'autocanons de 75mm) et la 1018e batterie sont avec la 1re armée, dans les Flandres : d'abord à Berlaimont, puis en Belgique au moment de la bataille de Hannut), rattaché à la 2e division légère mécanique.

Le 405e RADCA participe à la défense improvisée de Lyon à Chasselay : les 19 et 20 juin 1940, sur une ligne de combat allant de L'Arbresle à Fontaines-sur-Saône, avec comme points forts les hauteurs qui dominent Chasselay et le château-couvent de Montluzin, 180 soldats appartenant au 25e régiment de tirailleurs sénégalais, au 405e RDCA et à la Légion étrangère sont tués en s'opposant aux colonnes blindées de la Wehrmacht. À la fin des combats a lieu le massacre par les Allemands des prisonniers et l'achèvement des blessés. C'est à cet endroit, au lieu-dit "Montluzin" à Chasselay, qu’est érigé en mai 1942 (en pleine occupation) le "Tata" qui, pour les Africains, symbolise l'enceinte de terre sacrée où sont inhumés les guerriers morts pour leur pays. 198 stèles sont érigées à Chasselay où reposent aussi les combattants de Lentilly et de Champagne-au-Mont-d'Or qui ont connu le même sort.
Le régiment est dissous en juillet et août 1940.

#### 1940-1942
Les unités de DAT (Défense aérienne du territoire) autorisées en août 1940 par les commissions allemande et italienne d’armistice pour la défense de la zone non-occupée (14e et 15e Divisions militaires) portent le numéro 405 sans pour autant que le régiment ait été reconstitué. Elles forment 9 groupes de DCA, numérotés de 36/405 à 44/405 qui sont dispersés et dissous le 27 novembre 1942, lors de l’invasion de la zone libre.

#### 1944-1945
Le 1er septembre 1944, sont recréés les Groupes I/405e et II/405e dans les 14e et 15e régions militaires, pour assurer la garde des matériels récupérés sur l’ennemi. Le I/405e est formé à partir d’unités de Marseille. Il est envoyé à Paris en 1945 où il est dissous. Il devient le I/401eRAA, le 1er mars 1945.
De même, le II/405e est formé à partir d’unités de Lyon. Il est envoyé à Paris en 1945 où il devient le II/407eRAA, le 1er mars 1945.

### Période 1946-1962
Le 405e RAA (régiment des Forces terrestres antiaériennes) est recréé le 1er janvier 1946 dans la caserne Vassoigne à Hyères, à un Groupe (le I/405e) - à partir d’éléments du 68eRAA et du 2e Groupe du 422eRAA (ex-11eGFTA) et un Groupe-cadre qui donne naissance au II/405e, le 1er mai 1946.
À Hyères, le 16 mai 1949, le I/405e devient le 407eRAA et le II/405e devient le I/405e.
Le 1er avril 1950, le régiment passe à 3 Groupes : le 141e bataillon d’infanterie de Marseille-Aubagne est transformé et change d’appellation et devient le II/405e, le même jour, le 81e bataillon d’infanterie de Montpellier est transformé et devient le III/405e.
Le III/405e devient à son tour le I/410e RAA, le 30 juin 1953. Le 405eRAA n’a plus alors que 2 Groupes.
En 1954, le I/405e devient le 434e Groupe d’artillerie antiaérienne lourde semi-mobile, destiné à partir en Indochine. Le 405eRAA n’a plus qu’un seul Groupe (l’ex-II/405e).
En juin 1955, le régiment est réorganisé à 2 Groupes. En octobre est créé le CIER (centre d’instruction des exploitants radar).
Le 1er septembre 1955, un bataillon de marche est formé pour participer au « maintien de l'ordre » en Algérie. Le 13 octobre 1955, aux ordres du chef escadron Verdant, il embarque à Marseille sur le Pasteur. Débarqué à Oran, il fait mouvement vers Alger puis Tablat et enfin le secteur de Seddouk. À partir du mois de novembre, il s’implante dans l’ouest Constantinois (région d’Abkou et Tamzet). Il y forme corps avec l’appellation I/405eRAA le 1er juin 1956. En 1959, le I/405eRAA fait mouvement, s’installe dans la région de Ménerville et y poursuit ses activités opérationnelles ; il y est dissous le 31 octobre 1961.
Le 1er novembre 1956, à Hyères, le régiment devient Centre d'Instruction et Dépôt du 405eRAA (CID du 405e RAA) ; il forme des appelés, tous les deux mois, des rappelés, des engagés et cadres à destination du maintien de l’ordre en Afrique du Nord.

### Période 1962-1984

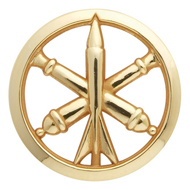
Insigne de béret d'artillerie

Avec la fin de la guerre d’Algérie, l’appellation de Centre d’instruction du 405e RA (CI du 405eRAA) est conservée. Il comprend le Centre de perfectionnement des sous-officiers d'artillerie (CPSOA) et le Centre d’instruction des exploitants radar (CIER).
Le CI du 405eRAA devient 405e RAA le 1er juin 1966 et poursuit sa mission d’instruction. Il comprend alors : 1 batterie de commandement et des services (BCS) et deux batteries d’instruction des recrues, plus le CIER et le CPSOA.
À partir de juillet 1966, lui sont rattachées les batteries « FAS » (batteries de défense de bases des Forces aériennes stratégiques, équipées de canons Bofors 40 mm ) d’Istres (1re) et de Cazaux (2e), puis celles de Mérignac (3e), Orange (4e) et Mont-de-Marsan (5e). À partir de 1968, seules les 1eret 4e batteries « FAS » lui sont rattachées.
Il est réorganisé en novembre 1970 à 1 BCS, 3 batteries, le CIER, le CPSOA et 2 batteries « FAS » (Orange et Istres). Le CIER et le CPSOA sont dissous en 1972, les 2 batteries FAS le sont en 1974.
En 1976, le régiment est réorganisé à 1 BCS et à 5 batteries, ramenées à 4 batteries en 1977, à 3 batteries en 1980, puis à 2 batteries plus une batterie d’instruction (B11) de 1982 jusqu’en 1984.
La 1re Batterie (Batterie Verte) est le PPEOR (Peloton Préparatoire aux EOR) de l'Artillerie. Le régiment se voit attribuer une nouvelle unité, la Corniche Bournazel de Toulon lorsque son corps d'origine, le 4e RIMa quitte Toulon pour être transféré sur Fréjus. Le 405e RA est désormais implanté sur deux sites :
- le quartier Vassoigne à Hyères avec la BCS, 4 batteries (PPEOR, CIER, et deux batteries d'instruction)
- la caserne Grignan de Toulon avec la Corniche Bournazel

Par changement d’appellation, le 405eRA devient, le 1er juillet 1984, le 54e régiment d'artillerie.

## Étendard

Dessin du revers du drapeau du, avec les inscriptions officielles.

Il porte, cousues en lettres d'or dans ses plis, les inscriptions suivantes, :
- Grande Guerre 1914-1918
- AFN 1952-1962

## Personnalités ayant servi au régiment
- Jules Muracciole (1906-1995), résistant français, Compagnon de la Libération.

## Sources et bibliographie
- Historique de l'artillerie française, H. Kauffert.